# Комболої

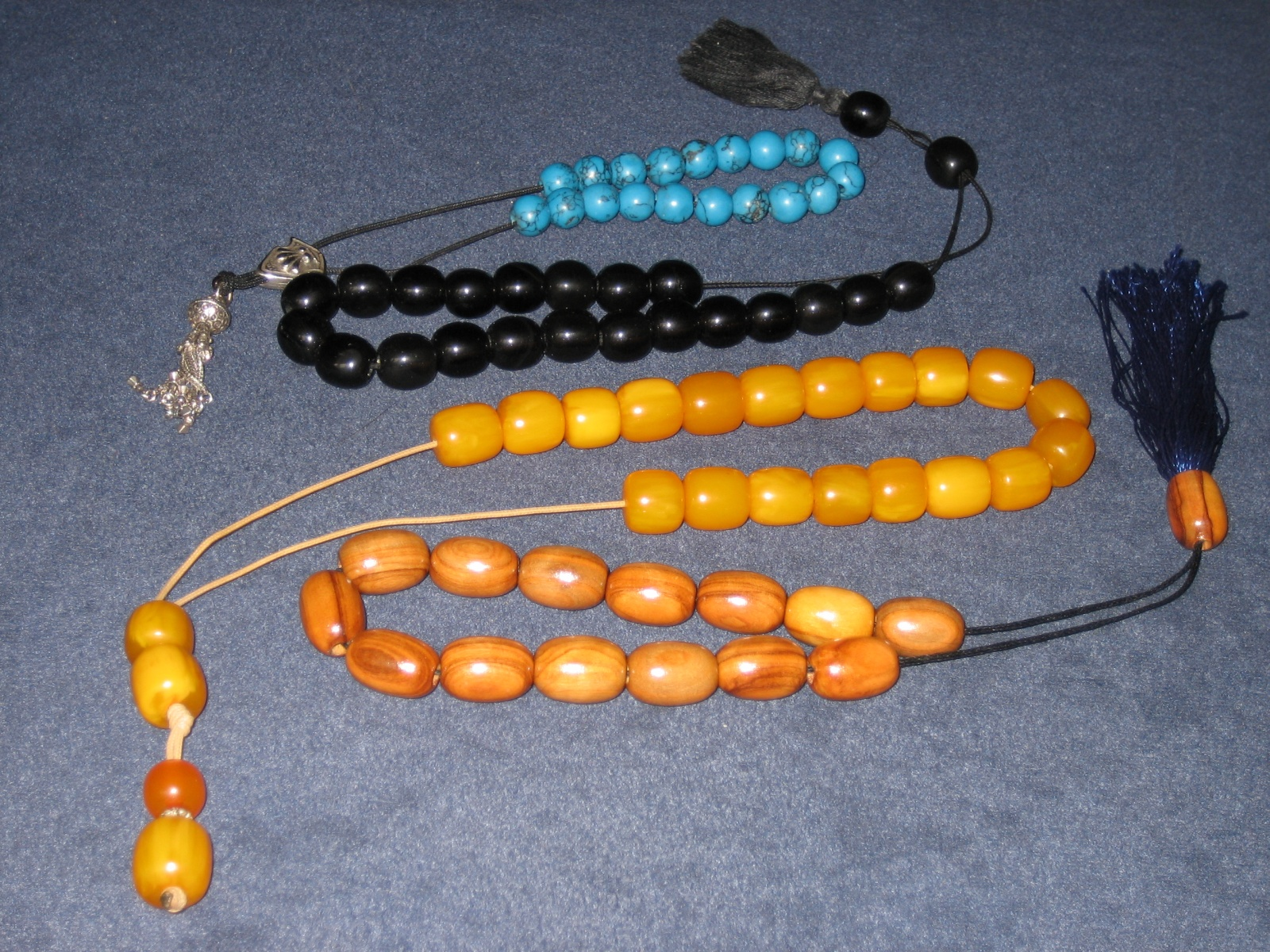
Коломбої з бірюзи, обсидіану, фатурану та Єменського бурштину

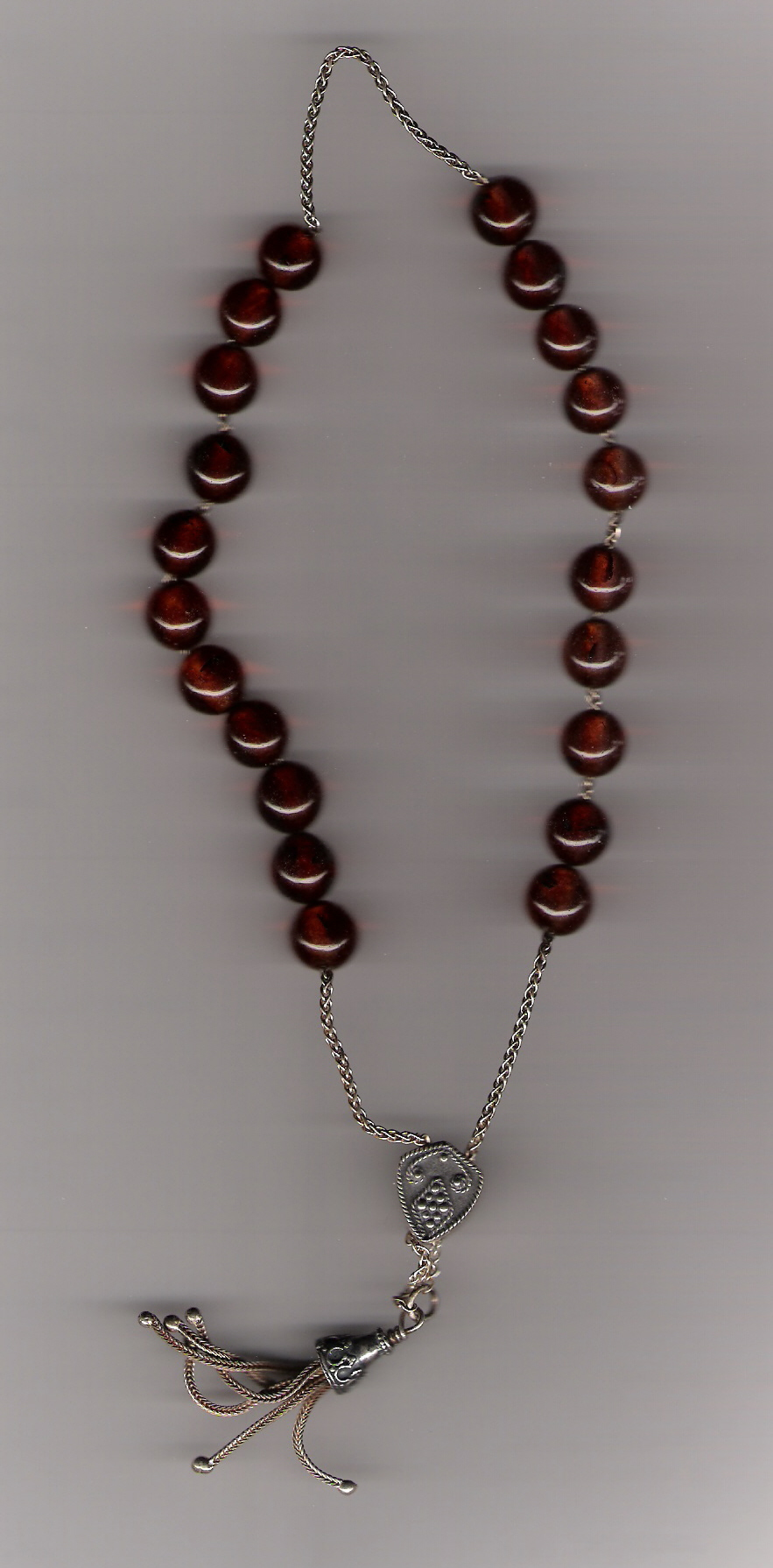
Комболої. Бурштин

Комболої (грец. Κομπολόι) — особливі чотки, розповсюджені в Греції. Використовуються для перекидання в руках.

## Етимологія
Слово «комболої» походить від слова грец. κόμβος (вузол, намистинка) та суфіксального — грец. λόγιον.

## Походження
Комболої схожі на чотки, але не мають їхнього релігійного значення. Вони лише інструмент відпочинку і зняття стресу. Сьогодні їх також використовують для зменшення кількості викурених цигарок.
Немає одностайності в тому звідки вони з'явились. Можливе походження від чоток якими користувались православні монахи та мусульмани. Вірмени також мали свої «намистинки спокою» які слугували тій самій меті і не мали релігійного змісту.

## Особливості
Комболої роблять із будь-якого типу намистинок, хоча бурштин і корали підходять найкраще, через свою більшу приємність на дотик ніж неорганічні матеріали такі як метал або мінерали.
Комболої в більшості мають непарну кількість намистинок (зазвичай на одну більше ніж кратно чотирьом, наприклад 4×4+1, 4×5+1 і так далі), зазвичай також присутня голівка, що складається із зафіксованої намистинки, щита, що дозволяє іншим намистинкам вільно рухатись, та китички. Зазвичай довжина комболої дві долоні завширшки.
У грецькому місті Навпліон є музей комболої.